# 세 마리의 어미 잃은 아기 고양이
세 마리의 어미 잃은 아기 고양이(Three Orphan Kittens)는 미국에서 제작된 데이비드 핸드 감독의 1935년 애니메이션 영화이다. 월트 디즈니 등이 제작에 참여하였다.
1935년 아카데미상에서 아카데미 단편 애니메이션상을 수상했다. 1936년에 속편 모어 키튼스(More Kittens)가 개봉되었다.